# Torneo de Newport 2018
El Hall of Fame Tennis Championships 2018 fue un torneo de tenis perteneciente al ATP Tour 2018 en la categoría ATP World Tour 250. El torneo tuvo lugar en la ciudad de Newport (Estados Unidos) desde el 16 hasta el 22 de julio de 2018 sobre césped.

## Distribución de puntos
| Modalidad            | Campeón | Finalista | Semifinales | Cuartos de final | 2ª ronda | 1ª ronda | Clasificados | 2ª ronda de clasificación | 1ª ronda de clasificación |
| Individual masculino | 250     | 165       | 100         | 50               | 25       | 0        | 13           | 7                         | 0                         |
| Dobles masculino     | 250     | 150       | 90          | 45               | 20       | 0        | -            | -                         | -                         |

## Cabezas de serie

### Individuales masculino
| Tenista          | Ranking | Preclasificados |
| Adrian Mannarino | 26      | 1               |
| Mischa Zverev    | 41      | 2               |
| Steve Johnson    | 42      | 3               |
| Matthew Ebden    | 51      | 4               |
| Ryan Harrison    | 59      | 5               |
| Gilles Müller    | 60      | 6               |
| Álex de Miñaur   | 80      | 7               |
| Denis Kudla      | 84      | 8               |

- Ranking del 2 de julio de 2018.[2]

### Dobles masculino
| Tenista                                   | Ranking | Preclasificados |
| Nicholas Monroe John-Patrick Smith        | 102     | 1               |
| Divij Sharan Jackson Withrow              | 115     | 2               |
| Purav Raja Ken Skupski                    | 125     | 3               |
| Marcelo Arévalo Miguel Ángel Reyes Varela | 133     | 4               |

## Campeones

### Individual masculino
Steve Johnson venció a  Ramkumar Ramanathan por 7-5, 3-6, 6-2 

### Dobles masculino
Jonathan Erlich /  Artem Sitak vencieron a  Marcelo Arévalo /  Miguel Ángel Reyes Varela por 6-1, 6-2